# ريكاردو بابتيستا لايت
ريكاردو بابتيستا لايت (بالبرتغالية: Ricardo Baptista Leite‏) هو طبيب وسياسي برتغالي، ولد في 31 مايو 1980 في تورونتو في كندا. انتخب عضو مجلس الجمهورية ‏.